# Kuno Pajula
Kuno Pajula (Käru 11 maart 1924 - Tallinn, 26 november 2012) was een Estisch theoloog en aartsbisschop van de Estse Evangelisch-Lutherse Kerk van 1987 tot 1994.
Na zijn opleiding aan het gymnasium studeerde Kuno Pajula van 1949 tot 1959 aan het theologisch seminarie van de Estse Evangelisch-Lutherse Kerk (EELK) in Tallinn. Tijdens zijn studie diende hij als vicaris in verschillende plaatsen. Op 9 december 1959 volgde zijn wijding tot priester. Van 1960 tot 1961 volgde hij een vervolgstudie aan de Universiteit van Göttingen. Nadien was hij als pastor verbonden aan de Kerk van de H. Johannes te Tallinn. Van 1983 tot 1992 was hij lid van het centraal comité van de Wereldraad van Kerken.
Kuno Pajulo werd op 11 juni 1987 door Vergadering van de EELK gekozen tot aartsbisschop. Zijn consecratie vond plaats op 15 november van dat jaar in de Dom van Tallinn. Zijn episcopaat (1987-1994) viel samen met de onafhankelijkheid van Estland (1991). Op 29 juni 1994 ging hij met emeritaat. Hij werd als aartsbisschop opgevolgd door Jaan Kiivit jr..
Van 1987 tot 1991 was Pajula tevens rector van het theologisch seminarie van de EELK in Tallinn.
Na zijn emeritaat bleef Pajula lid van het Consistorie van de EELK. Hij overleed op 88-jarig leeftijd, op 26 november 2012 in Tallinn. Zijn uitvaart vond plaats op 6 december in de Dom van Tallinn.

## Verwijzingen
1. ↑  https://web.archive.org/web/20100605064202/http://www.eelk.ee/peapiiskop_emer.html
2. ↑  https://epl.delfi.ee/news/eesti/kuno-pajula-raskete-aegade-kirikutalade-rahulik-kandja.d?id=65322452

- Gemeinsame Normdatei: 1113792647
- Virtual International Authority File: 7866147425869145040004
- WorldCat: E39PBJmTt8CYfBMGw43FDp6kDq